# Huis clos (1954)
Huis clos is een Franse film van Jacqueline Audry die werd uitgebracht in 1954.
Het scenario is losjes gebaseerd op het gelijknamige toneelstuk (1944) van Jean-Paul Sartre.

## Verhaal
In een bevreemdende beginscène stapt een groep mensen een lift binnen die hen onder ijle onrustwekkende klanken eindeloos omhoog voert. Ze verlaten de lift en moeten zich aan een hotelreceptie inschrijven. Allen vragen ze zich af waar ze zich bevinden en waarom en ze denken allemaal dat ze daar door een vergissing zijn terechtgekomen. Na hen wordt weeral een nieuwe groep binnengeleid.
Joseph Garcin wordt door de etage-kelner door eindeloze gangen geleid naar een protserige met Second Empire-meubelen aangeklede ruime hotelkamer. Wat later worden ook Inès Serrano, een vrouw van middelbare leeftijd, en Estelle Rigaud, een chic uitgedoste dame, binnengeleid door de kelner.
De drie personen kennen elkaar niet en voelen zich gestraft en verdoemd. En gedoemd om in een besloten ruimte samen te blijven. De wrede werkelijkheid is dat alles erop wijst dat ze de aanwezigheid van de ander(en) voor eeuwig zullen moeten (ver)dragen. Elk van hen heeft ook een eigen duister verleden, een geheim.

## Rolverdeling
| Acteur            | Personage                                              |
| ----------------- | ------------------------------------------------------ |
| Arletty           | Inès Serrano, de oudere lesbienne                      |
| Gaby Sylvia       | Estelle Rigaud, de kindermoordenares                   |
| Franck Villard    | Joseph Garcin, de laffe revolutionair                  |
| Yves Deniaud      | de oudere etage-kelner                                 |
| Nicole Courcel    | Olga, een vriendin van Estelle                         |
| Danièle Delorme   | Florence, de jonge vriendin van Inès                   |
| Renaud Mary       | de receptionist                                        |
| Jean Debucourt    | de generaal                                            |
| Jacques Chabassol | Pierre, de 18-jarige jongen die verliefd is op Estelle |
| Arlette Thomas    | mevrouw Garcin, de vrouw van Joseph                    |
| Paul Frankeur     | Gomez, een kameraad-revolutionair van Joseph           |
| Giani Esposito    | Diego, de jonge kameraad-revolutionair van Joseph      |